# Рождественский, Кирилл Всеволодович
Кири́лл Все́володович Рожде́ственский (род. 29 апреля 1945) — директор Департамента международного сотрудничества Санкт-Петербургского государственного морского технического университета (СПбГМТУ), профессор, доктор технических наук, Заслуженный деятель науки РФ.

## Биография
Окончил Ленинградскую школу № 243 с золотой медалью. В 1963 году поступил в Ленинградский кораблестроительный институт (ЛКИ). Окончил ЛКИ с отличием по специальности «Гидроаэродинамика». После окончания института занимается научно-исследовательской и преподавательской работой в СПбГМТУ, за время которой прошел все ступени вузовской административной иерархии: от ассистента кафедры Гидромеханики до директора Департамента международного сотрудничества.
В 1971 году К. В. Рождественский защитил кандидатскую диссертацию по специальности «Механика жидкости, газа и плазмы» (научный руководитель Я. И. Войткунский), а в 1982 году — докторскую диссертацию по специальности «Теория корабля».
В 1982 году Кирилл Всеволодович получил звание профессора по кафедре прикладной и вычислительной математики, в 1984—2015 годах — заведующий кафедрой прикладной математики и математического моделирования СПбГМТУ. Активно участвовал в организации, а затем был научным руководителем Межведомственного инженерного центра математического моделирования в судостроении.
В 1982—1999 годах — декан факультета Кораблестроения и Океанотехники.
В 1997 году получил золотую медаль английского морского научно-технического общества за лучшую публикацию, посвященную перспективным «летающим» судам-экранопланам.
В 1999—2015 годах — проректор по международному сотрудничеству в области науки и образования.
С 2015 года — директор Департамента международного сотрудничества. Является автором многочисленных монографий, учебников и научных статей.
В 1985—2015 годах — председатель докторского диссертационного совета по механике. С 2016 года — член докторского диссертационного совета по кораблестроительным специальностям.
Читал лекции в университетах США (Мичиганский, Калифорнийский университеты, Массачусетский технологический институт, Virginia Polytechnic & State University), Германии (Технический университет в Гамбурге), Китае (Китайский исследовательский центр по судостроению в Уси), Малайзии (Технологические университеты Джохор Бара и Куала-Лумпура); во Франции (Лаборатория информатики, механики и инженерных проблем Национального центра научных исследований, Парижский университет, Национальная высшая школа «Ecole Centrale» в Нанте).
В середине 90-х годов на базе кафедры Прикладной математики и математического моделирования организовал конференции по асимптотическим методам механики AiM94 и AiM96.
В 2003—2006 годах — советник компаний Rolls-Royce Naval Marine. В 2006—2018 годах — советник компании Transas Technologies. Почетный вице-президент The Institute of Marine Engineering, Science & Technology (Лондон).
С 2012 года является вице-президентом Научно-технического общества судостроителей Российской Федерации имени академика А. Н. Крылова; председателем международного оргкомитета многочисленных конференций по подводной технике; членом редколлегий ряда журналов по судостроению и морской технике.

## Научная деятельность

### Научные интересы
Научные интересы и основные публикации К. В. Рождественского связаны с теоретической гидроаэродинамикой высоких скоростей, в том числе
- несущих поверхностей экранопланов, судов и аппаратов с динамическим поддержанием,
- теорией суперкавитирующих тел и крыльев,
- теорией движителя типа «машущее крыло»,
- несущих систем с интерцепторами,
- подводных и волновых глайдеров,
- динамикой пузырьковой кавитации,
- движением судов на мелководье,
- гидродинамикой и динамикой судов, движимых энергией волн,
- применением сингулярных асимптотических методов в механике жидкости и газа.

### Научные достижения
- Разработал теорию несущей поверхности в зоне предельного экранного эффекта, ориентированную на гидроаэродинамическое проектирование экранопланов нового поколения типа «летающее крыло».
- Совместно с аспирантами и докторантами внес важный вклад в теорию и методы расчета характеристик нетрадиционных движителей типа «машущее крыло», а также в решение задач гидродинамики глиссирующих и суперкавитирующих крыльев с применением теории сингулярных возмущений.
- Автор более 140 публикаций, включая две монографии и два учебника.

### Публикации
- Метод сращиваемых разложений и гидродинамика крыла. Л.: Судостроение, 1979
- Aerodynamics of a Lifting System in Extreme Ground Effect (англ.). Springer, Heidelberg-New York-London-Tokyo, 2000
- Гидроаэродинамика быстроходных судов с динамическим поддержанием (совместно с Н. Б. Плисовым и В. К. Трешковыми). Л.: Судостроение, 1991
- Computer modeling and simulation of dynamic systems using Wolfram System Modeler (aнгл.). Springer Nature, Heidelberg, 2020